# Новые Киязлы
 Новые Киязлы  (чув. Хӑяслӑ) — деревня в Аксубаевском районе Татарстана. Входит в состав Старокиязлинского сельского поселения.

## География
Находится в южной части Татарстана на расстоянии приблизительно 21 км на восток-юго-восток по прямой от районного центра поселка Аксубаево у речки Большая Сульча.

## История
Основана в 1916 году.

## Население
Постоянных жителей было: в 1920—262, в 1926—239, в 1949—349, в 1958—306, в 1970—268, в 1979—247, в 1989—170, в 2002 году 119 (чуваши 99 %), в 2010 году 90.